# Jalil Anibaba
Jalil Anibaba (Fontana, 19 oktober 1988) is een Amerikaans voetballer die bij voorkeur als verdediger speelt. Hij verruilde in 2015 Seattle Sounders voor Sporting Kansas City. 

## Clubcarrière
Anibaba werd door de Chicago Fire als negende gekozen in de MLS SuperDraft 2011. Hij maakte zijn debuut op 19 maart 2011 tegen FC Dallas. Op 30 maart scoorde hij tegen Colorado Rapids zijn eerste doelpunt wat Chicago de 2-1 winst opleverde. Anibaba had aan het einde van het seizoen een clubrecord gebroken voor meeste speeltijd voor een speler in zijn eerste professionele jaar. Op 15 januari 2014 werd hij naar Seattle Sounders gestuurd inruil voor Patrick Ianni en Jhon Kennedy Hurtado. Hij maakte zijn debuut op 29 maart 2014 tegen Columbus Crew.
Op 10 december 2014 tekende hij bij Sporting Kansas City. Zijn debuut maakte hij op 21 maart 2015 tegen Portland Timbers.